# Tugu Harum
Tugu Harum is een bestuurslaag in het regentschap Ogan Komering Ulu van de provincie Zuid-Sumatra, Indonesië. Tugu Harum telt 5769 inwoners (volkstelling 2010).